# Youtou Kanokindo
Pour les articles homonymes, voir Youtou.
Youtou Kanokindo est un village du Sénégal situé en Basse-Casamance, à proximité de la frontière avec la Guinée-Bissau. Il fait partie de la communauté rurale de Santhiaba Manjacque, dans l'arrondissement de Kabrousse, le département d'Oussouye et la région de Ziguinchor.
Lors du dernier recensement (2002), la localité comptait 287 habitants et 40 ménages.